# Sainte-Radegonde (Gironda)
Sainte-Radegonde é uma comuna francesa na região administrativa da Nova Aquitânia, no departamento de Gironda. Estende-se por uma área de 12,48 km². Em 2010 a comuna tinha 455 habitantes (densidade: 36,5 hab./km²).